# Dhirendra Kishore Chakravarti
Dhirendra Kishore Chakravarti (1902  –    sau năm 1982) là một nhà địa chất học và nhà nghiên cứu về Ấn Độ học, người đã làm việc tại Đại học Banara Hindu trong Bảo tàng Địa chất (hiện là một phần của Viện Khoa học).
Năm 1934, ông là người Ấn Độ đầu tiên mô tả về một loài khủng long mang tên Brachypodosaurus gravis (hiện được coi là đáng ngờ). Năm 1935, ông đã tranh luận về sự giải thích của Lametasaurus aimus là một con khủng long bọc thép, cho rằng đó là một con chimera.
Năm 1982, Hiệp hội Địa chất Ấn Độ đã tổ chức một Festschrift để vinh danh ông.

## Ấn phẩm
- Chakravarti, Dhirendra Kishore (1931). "On a Stegadon molar from the older Gangetic alluvium near Benares". Quart. Jour. Min. Met. Soc. India. số 3. tr. 115–124. Truy cập ngày 28 tháng 5 năm 2016.
- Chakravarti, D. K. (1934). "On a stegosaurian humerus from the Lameta beds of Jubbulpore". Quarterly Journal of the Geological, Mining, and Metallurgical Society of India. số 30. tr. 75–79.
- Chakravarti, D. K. (1935). "Is Lametasaurus indicus an armored dinosaur?". American Journal of Science. 5. Quyển 30. tr. 138–141. Truy cập ngày 28 tháng 5 năm 2016.
- Chakravarti, Dhirendra Kishore (1957). "A geological, palaentological and phylogenetic study of the Elephantoidea of India, Pakistan and Burma: Part I Gomphotheriidae". Jour. Pal. Soc. India. Quyển 2. tr. 83–94. Truy cập ngày 28 tháng 5 năm 2016.  Trích dẫn trong Trại, CL, Allison HJ, Nichols, RH: Tài liệu tham khảo về động vật có xương sống 1954-1958; Hiệp hội Địa chất Hoa Kỳ; 1 tháng 5 năm 1964; ASIN B001OPDKE